# Atłanauł
Atłanauł (ros. Атланаул) – wieś w Rosji, w Dagestanie, w rejonie bujnakskim. W 2010 liczyła 2375 mieszkańców, głównie Kumyków.